# Coup de force à Berlin
Pour plus de détails, voir Fiche technique et Distribution.
Coup de force à Berlin (Tiffany memorandum) est un film d'espionnage franco-italien réalisé par Sergio Grieco et sorti en 1967.

## Fiche technique
Sauf indication contraire, les informations mentionnées dans cette section peuvent être confirmées par la base de données cinématographiques IMDb,  présente dans la section « Liens externes ».
- Titre original italien : Tiffany memorandum[1]
- Titre français : Coup de force à Berlin[2]
- Réalisation : Sergio Grieco (sous le nom de « Terence Hathaway »)
- Scenario : Sandro Continenza, Roberto Gianviti (it)
- Photographie :	Stelvio Massi
- Montage : Renato Cinquini (it)
- Musique : Riz Ortolani
- Décors : Alberto Boccianti (it)
- Effets spéciaux : Eugenio Ascani
- Costumes : Mario Giorsi
- Production : Edmondo Amati (it), Maurizio Amati
- Société de production : Fida Cinematografica, Les Productions Jacques Roitfeld
- Pays de production :  Italie -  France
- Langue originale : italien
- Format : Couleur par Technicolor - 2,35:1 - Son mono - 35 mm
- Durée : 94 min (1 h 34[1])
- Genre : Espionnage[2]
- Dates de sortie :
  - Italie : 12 août 1967
  - France : 8 janvier 1969[2]

## Distribution
- Ken Clark (VF : Gabriel Cattand) : Dick Hallam
- Irina Demick (VF : elle-même) : Sylvie Meynard
- Luigi Vannucchi (VF : Marc Cassot) : Brooke / Miguel De Peralta
- Loredana Nusciak (VF : Michèle Montel) : Mme Tiffany
- Grégoire Aslan (VF : Lui-même) : l'Ombra
- Jacques Berthier (VF : Lui-même) : le colonel Cunningham
- Carlo Hintermann (VF : Serge Nadaud) : le ravisseur
- Michel Bardinet (VF : Lui-même) : Francisco Aguirre
- Angelo Infanti : Pablo Almereyda / Max Schultz
- Giampiero Albertini (VF : Henri Lambert) : le faux docteur
- Franco Giornelli (it) : un agent
- Valentino Macchi : un agent déguisé en infirmière
- Andrea Scotti (sous le nom d'« Andrew Scott ») (VF : Pierre Collet) : un agent
- Solvi Stübing (VF : Monique Morisi) : la femme de chambre
- Loris Bazzocchi (it) (sous le nom de « Loris Barton ») : Hermann
- Piero Palermini (it) (non crédité) : le directeur de l'hôtel
- Tom Felleghy (non crédité) : le maître du Baunkucken
- Dario De Grassi (it) : un acolyte de Brooke
- Antonio Marsina (it) : un acolyte de Brooke
- Mirella Pamphili

## Production
Les extérieurs ont été tournés à Paris et surtout à Berlin où, comme son titre français l'indique, se déroule la majeure partie du film. Les intérieurs ont été filmés en studio à Cinecittà.